# Federico Chiacchiari
Federico Chiacchiari (Roma, 1º agosto 1960) è un giornalista, critico cinematografico e blogger italiano.

## Biografia
Ha scritto dal 1986 per il mensile Cineforum di cui è stato, agli inizi degli anni novanta, responsabile della redazione romana. Su Cineforum è stato, con Emanuela Martini, Steve Della Casa e altri, tra i promotori di un rinnovamento tematico, lavorando sui generi (horror, b-movie, filone teenager, demenziale, film noir, ecc.). Nel 1988, con Demetrio Salvi, dà vita alla rivista Sentieri selvaggi, che negli anni successivi sarà supplemento del mensile Cineforum, con numeri speciali su John Belushi e il cinema demenziale, Cinema Cyberpunk, Sylvester Stallone, ecc.
Negli anni novanta è anche direttore editoriale, per l'editore Stefano Sorbini, della collana di monografie di cinema di cui firma come autore i volumi su David Lynch (1991), Massimo Troisi (1992) e John Belushi (1996). Nel 1992 è direttore del settimanale di spettacoli Città Aperta. Ha collaborato anche con i mensili Diario, SFX, Ondanet, Blow Up, DVD World, Ragazzo selvaggio, Nick, Micromega. È autore di numerose voci dell'Enciclopedia del Cinema Treccani. Dal 1998 è direttore responsabile della rivista mensile Sentieri selvaggi, che dal 2000 è passata on line mentre dal 2001 è diventata un quotidiano.
Dal 2000 è Direttore Organizzativo della Scuola di cinema Sentieri selvaggi per la quale è anche docente del Corso "Scrivere sul cinema. Da dicembre 2010 cura il Blog DIGIMON(DI), sulle influenze del digitale sulla vita e sulla cultura contemporanea.. Dal giugno 2012 è direttore responsabile del bimestrale digitale Sentieri selvaggi Magazine Dal 2019 è direttore responsabile della rivista bimestrale  Sentieriselvaggi21st, (archiviato dall'url originale il 24 marzo 2023). pubblicazione che si occupa di cinema, cultura, tecnologie e narrazioni del 21º secolo. Nel 2023 è apparso tra i critici intervistati nel documentario su Massimo Troisi Laggiù qualcuno mi ama, di Mario Martone.

## Pubblicazioni
- Federico Chiacchiari, Demetrio Salvi, David Lynch - Film visioni e incubi da Six Figures a Twin Peaks (1991), Roma, Sorbini Editore
- Federico Chiacchiari, Demetrio Salvi, Massimo Troisi – Il comico dei sentimenti (1991) 8886883013, Roma, Sorbini Editore
- Federico Chiacchiari, Demetrio Salvi, John Belushi - L'anima blues in un corpo punk: il comico demenziale (1996), Roma, Sorbini Editore
- Federico Chiacchiari e Simone Emiliani, Annuario del cinema 2000 -2001. Torino, Edizioni Lindau, 2001, pp. 333
- Cineforum, n.254, "Hollywood tra blacklist e film noir", maggio 1986
- Cineforum, nº 304, 31 mai 1991. Federico Chiacchiari, "Ida Lupino"
- Cineforum, vol. 27, nº 10, 1987. Federico Chiacchiari, "Ma i film di Elvis Presley sono proprio tutti da buttare ?"[9]
- Carlo Valeri, Sergio Sozzo, Una passione selvaggia, Edizioni sentieri selvaggi, Roma, 2008[10]
- Master of Horror. Dario Argento e il cinema, La Rivista del Cinema, Torino, 2008[11]
- Beniamino Placido, Le ultime smorfie di Troisi[12]
- Federico Chiacchiari, Morto Troisi, Viva Troisi: Ciao Massimo, Da “Suq”, supplemento settimanale de il manifesto del 20 agosto 1994[13]